# Joseph Brigido
Joseph Brigido von Bresowitz (ur. 1733 w Trieście, zm. 25 stycznia 1817 w Wiedniu) – hrabia i urzędnik austriacki. Członek zakonu iluminatów, wolnomularz.
28 czerwca 1777 otrzymał dziedziczny tytuł hrabiego od Marii Teresy. W listopadzie 1780 roku został pierwszym i jedynym gubernatorem Galicji z nadania cesarza Józefa II. Był najdłużej urzędującym z osiemnastowiecznych gubernatorów Galicji, gdyż pełnił tę funkcję aż do października 1794 roku, był odpowiedzialny za wprowadzenie reform józefińskich w tej prowincji. Gubernator wydał nowy patent osiedleńczy - Ansiedlungspatent we wrześniu 1781 roku, rozpoczynający tzw. kolonizację józefińską, choć w treści nawiązywał do poprzedniego (Marii Teresy z 1774 r.), był już jednak przesiąknięty oświeceniową tolerancją religijną. Na jego cześć nazwę otrzymała kolonia Brygidyn. Następnie został radcą tajnym. Przeszedł na emeryturę w 1794 r.

## Literatura
- Piotr Napierała, "Konflikt dwóch światów. Terezjańscy i józefińscy biurokraci w Galicji (1772-1790)", W: G. Pełczyński, K. Święcicki (red.), Polacy wobec wielości kultur. Wczoraj-dziś-jutro, KMB-DRUK Gniezno 2009, s. 91-102. ISBN 978-83-61352-40-2
- M. Tyrowicz, Galicja od pierwszego rozbioru do Wiosny Ludów 1772-1849 – wybór tekstów źródłowych, Wrocław 1956.